# Олав Тун
Олав (Улав) Тун (норв. Olav Thon; 29 червня 1923 — 16 листопада 2024) — норвезький підприємець у сфері нерухомості та філантроп. Його компанія Olav Thon Group є найбільшою норвезькою приватною компанією з нерухомості, яка налічує 450 об'єктів нерухомості, включно з 60 готелями. Тун розпочав свою кар'єру з продажу хутра тварин в Осло незадовго до Другої світової війни, а у 1966 році він відкрив свій перший ресторан.

## Ранні роки
Тун народився 29 червня 1923 року в Олі, Галлінгдал, Норвегія. Його батьками були підприємець Севат Ембріксон і Маргіт Енгебретсдаттер Док. Свою підприємнецьку-кар'єру Тун розпочав хлопчиком удома на сімейній фермі в Олі, де він розводив хутрових тварин, купував і продавав шкури лисиць, білок і кроликів.
У віці 8 років Тун почав замовляти різдвяні листівки з каталогу поштою та продавати їх своїм сусідам. У 16 років Тун переїхав до Осло, а в 1941 році відкрив власний хутряний магазин. Спочатку він хотів вивчати медицину, але через Другу світову війну йому було важче виїжджати за кордон. Натомість він почав зосереджуватися на хутряному бізнесі. Після війни вивчав англійську мову в Лондоні.

## Підприємництво
Тун придбав свою першу будівлю у 1951 році й відкрив свій перший ресторан у 1966. Його компанія володіє загалом 450 об'єктами нерухомості в Норвегії, включно з торгівельними центрами, офісними будівлями, роздрібними магазинами та готелями. Його основою власністю є приватні компанії Stormgård AS і Thongård AS, а також основний пакет акцій публічної компанії Olav Thon Eiendomsselskap ASA.
У 1952 Тун поїхав до Ісландії у відрядження, а після повернення 1953 року, його заарештували й затримали за підозрою в шахрайстві на митниці. Пізніше його засудили до сплати штрафу у розмірі 50 000 норвезьких крон й одного року умовного терміну.
Окрім інвестицій у готелі та нерухомість, у 1992 році Тун придбав Unger Fabrikker AS. Unger Fabrikker AS є виробником хімікатів у Фредрікстаді, що спеціалізується на аніонних поверхнево-активних речовинах.

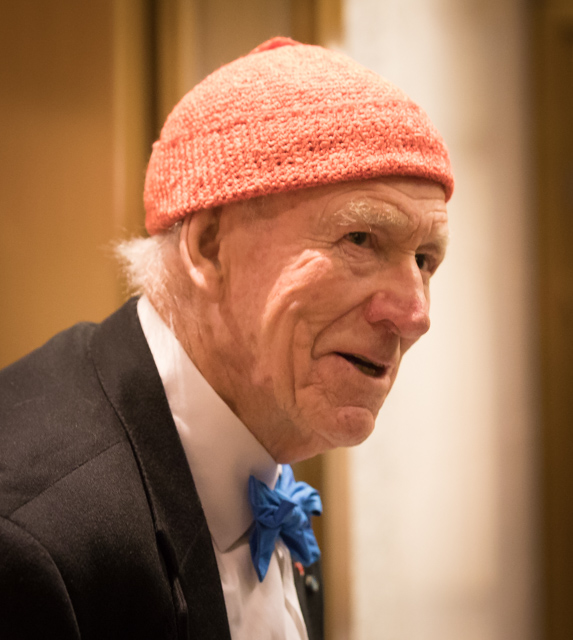
Тун у 2017 році

2007 року статок Туна був оцінений у 20,8 мільярда норвезьких крон, що зробило його 2-ю найбагатшою людиною Норвегії.
Його офіційну біографію «Олав Тун: Мільярдер у анораці» написав Халлгрім Берг, норвезький політик й народний музика; перекладена версія була опублікована англійською мовою у жовтні 2009.

### Філантропія
10 вересня 2008 року у статті в норвезькій газеті «Dagens Næringsliv» адвокат Туна, Джон Крістіан Елден, оголосив, що Тун має намір віддати весь свій статок шляхом створення незалежного фонду, який зосереджується на медичних науках.
10 грудня 2013 року він оголосив про рішення передати всі 71,9 % акцій своєї компанії з нерухомості Olav Thon Eiendomsselskap ASA власному благодійному фонду. Через це згодом, у лютому 2014 року, його особисті активи оцінювали приблизно у 1 мільярд доларів США.
На момент смерті Тун не мав спадкоємців.

## Особисте життя

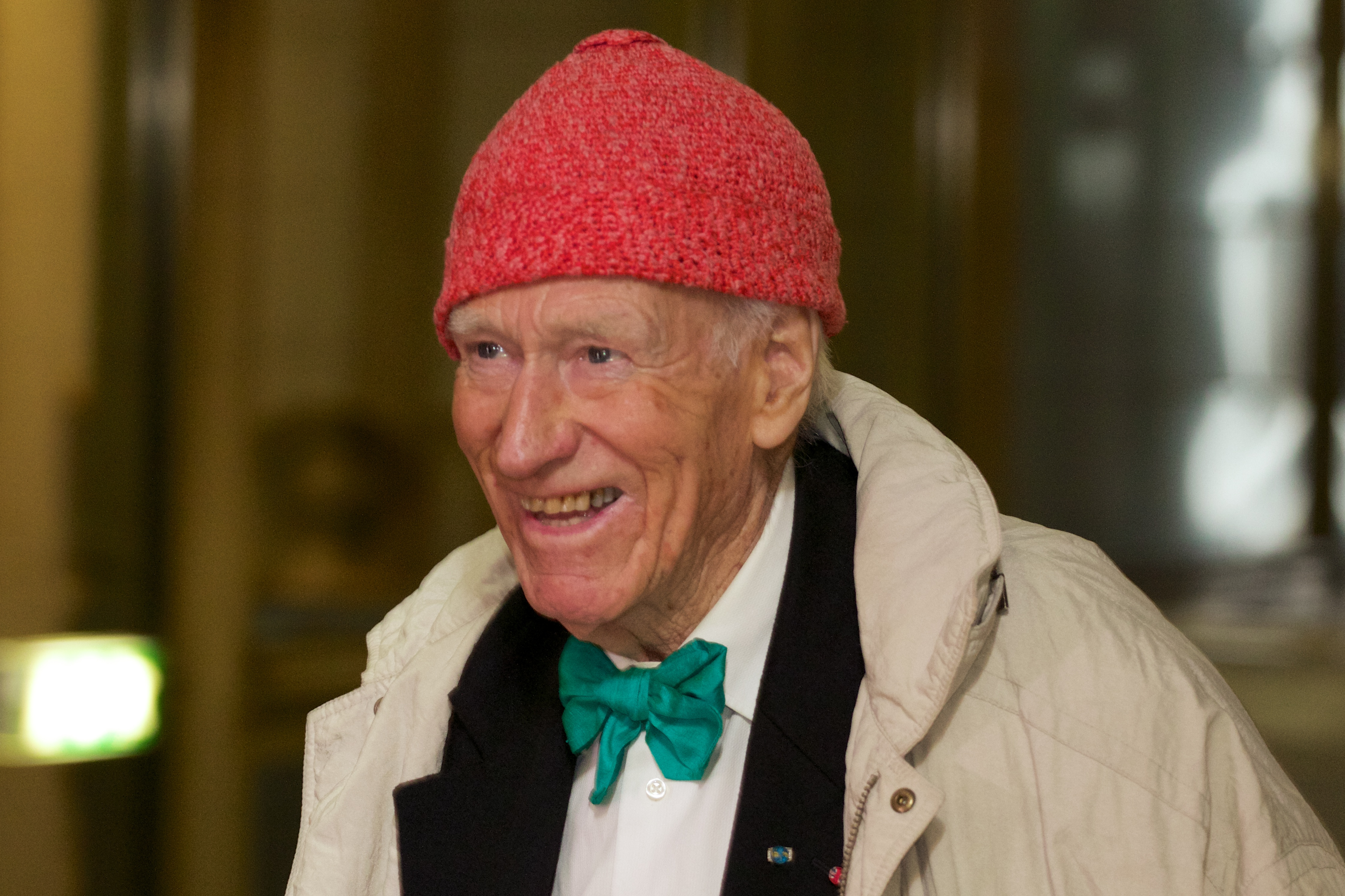
Тун у 2014 році

Олав Тун жив неподалік від Осло, в Соллігогда, муніципалітет Голе. Тун був християнином, одружений, проте не мав дітей. Захоплювався різними видами активного відпочинку й був почесним членом Норвезької трекінгової асоціації.
Він сказав, що «пишається своїм успіхом і своїм великим податковим рахунком, який, за його словами, він із задоволенням сплачує».
У 2013 році Тун отримав ступінь почесного доктора Карлстадського університету.
Тун був одружений на Інгер-Йоганн Тун (1919—2018) формально до її смерті. При цьому він мешкав зі своєю партнеркою Сіссель Бердал Хага (1940 р.н.) понад 30 років. Він не розлучився зі своєю дружиною, оскільки вона страждала від хвороби Альцгеймера. Зрештою, після смерті офіційної дружини, Тун одружився з Бердал Хага 21 червня 2019 року.
29 червня 2023 року Туну виповнилося 100 років.
Олав Тун помер 16 листопада 2024 року у віці 101 року. Після його смерті прем'єр-міністр Йонас Гар Стьоре назвав Туна «унікальним підприємцем», який «ніколи не забував про свою належність до місцевої норвезької громади».